# Le Pack Ego Trip : Hip Hop Non Stop ... 2000
Albums de Faf Larage
C'est ma cause
(1999) La Garde
(2000)
Le Pack Ego Trip : Hip Hop Non Stop ... 2000 est un EP de Faf Larage sorti en 1999 et uniquement disponible au format vinyle.
Tous les titres sont inédits sauf Faf Larage & Stormbringa '97, sorti en 1997 sur un maxi du même nom mais qui n'avait pas été retenu sur l'album C'est ma cause.

## Liste des titres
| No  | Titre                         | Durée |
| --- | ----------------------------- | ----- |
| A1. | Intro (feat. K-Rhymes Le Roi) | 0:49  |
| A2. | Quoi Qu'Ce Soit               | 4:39  |
| A3. | Faf Larage & Strombringa 97   | 4:31  |
| B1. | Interstice                    | 0:49  |
| B2. | Foxafile (feat. Fara)         | 4:09  |
| B3. | "Le Duc !"                    | 4:23  |
| B4. | Outro                         | 0:46  |